# Motomondiale 1987
La stagione 1987 è stata la trentanovesima del motomondiale. Si disputarono 15 GP, con il ritorno delle gare in Argentina, Cecoslovacchia, Giappone e le novità Brasile e Portogallo (quest'ultimo si svolse però in Spagna: il circuito dell'Estoril che avrebbe dovuto ospitarlo, infatti, non era omologato per gare motociclistiche). Nel calendario iniziale era previsto anche il classico Gran Premio motociclistico del Belgio ma quest'anno venne annullato per il mancato adeguamento richiesto al circuito di Spa.
Da questa stagione, inoltre, cambiarono le modalità di partenza: al posto della classica partenza "a spinta" (con motore spento) si passò, per motivi di sicurezza, a una partenza con motori già avviati.

## Il contesto
Per quanto riguarda i regolamenti in merito ai punteggi non vi furono modifiche; vennero peraltro anticipate alcune modifiche tecniche che sarebbero entrate in vigore dall'anno successivo.
Con il ritorno del Gran Premio motociclistico del Giappone dopo 20 anni e con il fatto che le principali case motociclistiche erano dello stesso paese, si videro al via molti piloti locali, solitamente collaudatori delle suddette case, per i quali la partecipazione al gran premio di casa fu anche l'unica dell'anno.
Nell'intento di evitare quanto già accaduto in passato, cioè che una trasferta oltre oceano risultasse troppo onerosa per i team con il risultato di gare orfane dei maggiori protagonisti, al termine della stagione, in Sudamerica vennero organizzate due gare ravvicinate tra loro in cui gareggiarono solo le due classi maggiori. I risultati non furono però quelli sperati, con un numero ridotto di partenti in Brasile e contestazioni da parte dei piloti al circuito argentino sede della gara.
Le classi di minor cilindrata e i sidecar furono presenti solo nelle gare europee, quindi con un calendario molto più corto; per le due categorie di cilindrata superiore l'impegno temporale andò così da marzo a ottobre mentre per le minori si limitò al periodo fine aprile, metà settembre.
In classe 500 Wayne Gardner riportò il titolo alla Honda; il pilota australiano, riuscendo ad andare a punti in ogni GP, riuscì a superare Randy Mamola e il campione uscente Eddie Lawson, terzo nonostante cinque vittorie.
Nella classe 250, ritorno all'iride dopo cinque stagioni per Anton Mang su Honda; da segnalare nella quarto di litro anche la prima vittoria nel motomondiale (al GP di San Marino) della Aprilia, con Loris Reggiani.
In classe 125 Fausto Gresini, alfiere della Garelli, dominò la stagione vincendo dieci degli undici appuntamenti in programma. Nella classe 80, secondo titolo consecutivo per Jorge Martínez e la Derbi.
Nei sidecar, primo titolo per il britannico Steve Webster e per il motore Krauser 500.

## Il calendario
| Data Resoconto         | Gran Premio (Circuito)                   | Vincitori         | Vincitori      | Vincitori        | Vincitori     | Vincitori                         | Vincitori |
| Data Resoconto         | Gran Premio (Circuito)                   | classe 80         | classe 125     | classe 250       | classe 500    | sidecar                           |           |
| 29 marzo Resoconto     | GP del Giappone (Suzuka)                 |                   |                | Masaru Kobayashi | Randy Mamola  |                                   |           |
| 26 aprile Resoconto    | GP di Spagna (Jerez)                     | Jorge Martínez    | Fausto Gresini | Martin Wimmer    | Wayne Gardner | Steve Webster Tony Hewitt         |           |
| 17 maggio Resoconto    | GP della Germania Ovest (Hockenheimring) | Gerhard Waibel    | Fausto Gresini | Anton Mang       | Eddie Lawson  | Steve Webster Tony Hewitt         |           |
| 24 maggio Resoconto    | GP delle Nazioni (Monza)                 | Jorge Martínez    | Fausto Gresini | Anton Mang       | Wayne Gardner |                                   |           |
| 7 giugno Resoconto     | GP d'Austria (Salisburgo)                | Jorge Martínez    | Fausto Gresini | Anton Mang       | Wayne Gardner | Rolf Biland Kurt Waltisperg       |           |
| 14 giugno Resoconto    | GP di Jugoslavia (Fiume)                 | Jorge Martínez    |                | Carlos Lavado    | Wayne Gardner |                                   |           |
| 27 giugno Resoconto    | GP d'Olanda (Assen)                      | Jorge Martínez    | Fausto Gresini | Anton Mang       | Wayne Gardner | Egbert Streuer Bernard Schnieders |           |
| 19 luglio Resoconto    | GP di Francia (Le Mans)                  |                   | Fausto Gresini | Reinhold Roth    | Randy Mamola  | Rolf Biland Kurt Waltisperg       |           |
| 2 agosto Resoconto     | GP di Gran Bretagna (Donington Park)     | Jorge Martínez    | Fausto Gresini | Anton Mang       | Eddie Lawson  | Steve Webster Tony Hewitt         |           |
| 9 agosto Resoconto     | GP di Svezia (Anderstorp)                |                   | Fausto Gresini | Anton Mang       | Wayne Gardner | Rolf Biland Kurt Waltisperg       |           |
| 23 agosto Resoconto    | GP di Cecoslovacchia (Brno)              | Stefan Dörflinger | Fausto Gresini | Anton Mang       | Wayne Gardner | Rolf Biland Kurt Waltisperg       |           |
| 30 agosto Resoconto    | GP di San Marino (Misano Adriatico)      | Manuel Herreros   | Fausto Gresini | Loris Reggiani   | Randy Mamola  |                                   |           |
| 13 settembre Resoconto | GP del Portogallo (Jarama)               | Jorge Martínez    | Paolo Casoli   | Anton Mang       | Eddie Lawson  |                                   |           |
| 27 settembre Resoconto | GP del Brasile (Goiânia)                 |                   |                | Dominique Sarron | Wayne Gardner |                                   |           |
| 4 ottobre Resoconto    | GP d'Argentina (Buenos Aires)            |                   |                | Sito Pons        | Eddie Lawson  |                                   |           |

## Sistema di punteggio e legenda
| Pos.  | 1  | 2  | 3  | 4 | 5 | 6 | 7 | 8 | 9 | 10 | 11> |
| ----- | -- | -- | -- | - | - | - | - | - | - | -- | --- |
| Punti | 15 | 12 | 10 | 8 | 6 | 5 | 4 | 3 | 2 | 1  | 0   |

## Le classi

### Classe 500
| 1 | Yamaha     | 204 |
| 2 | Honda      | 186 |
| 3 | Elf Honda  | 72  |
| 4 | Cagiva     | 36  |
| 5 | Suzuki     | 31  |
| 6 | Fior Honda | 1   |

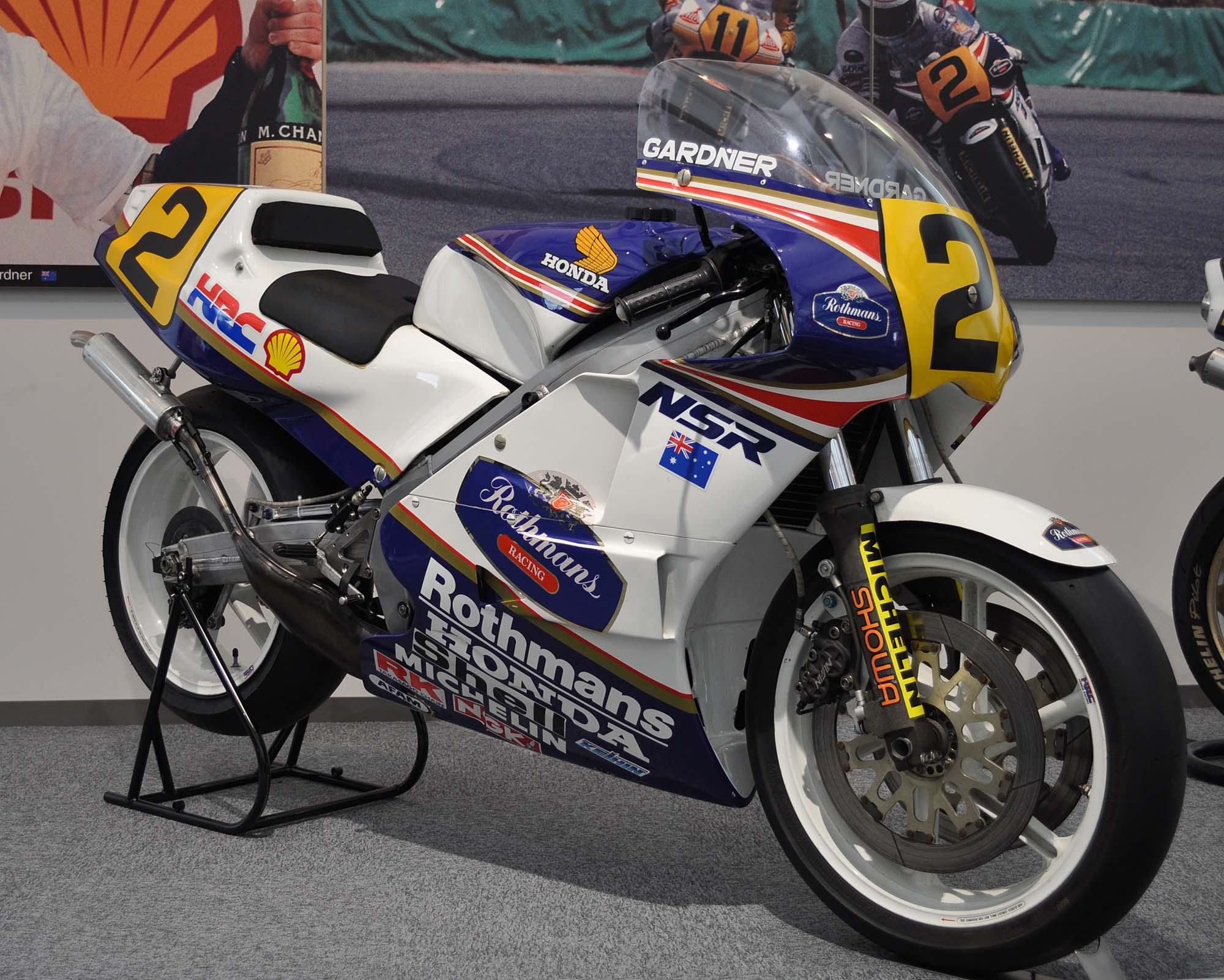
La Honda NSR500, con la quale Gardner vinse il titolo mondiale.

La classe regina fu una delle due categorie presenti in tutte le occasioni; il campionato si disputò pertanto su 15 prove.
Furono solo tre i piloti a dividersi le vittorie: Wayne Gardner si impose in sette occasioni e ottenne anche il titolo iridato in sella alla Honda NSR 500; le restanti prove furono appannaggio di piloti alla guida della Yamaha YZR 500, con Randy Mamola che si impose in tre occasioni giungendo al secondo posto finale e Eddie Lawson (detentore del titolo l'anno precedente) che vinse i restanti cinque gran premi.
Situazione invertita nella classifica costruttori, con la Yamaha che ottiene il titolo grazie a 204 punti, seconda la Honda con 186.
Il Gran Premio motociclistico d'Olanda venne avversato dal maltempo e la gara venne interrotta e ripresa più volte.
Fu questo anche l'ultimo anno continuativo di gare per l'ex iridato Freddie Spencer sulla Honda e, curiosamente, si vide per una volta ancora in corsa Kenny Roberts (altro pluriiridato); la sua partecipazione si limitò però alle prove del Gran Premio motociclistico d'Italia perché, pur essendosi qualificato, non prese il via alla gara.

Classifica piloti (prime 5 posizioni)
| Pos. | Pilota          | Moto      |     |   |    |     |     |    |     |     |   |   |    |     |   |    |    | P.ti |
| ---- | --------------- | --------- | --- | - | -- | --- | --- | -- | --- | --- | - | - | -- | --- | - | -- | -- | ---- |
| 1    | Wayne Gardner   | Honda     | 2   | 1 | 10 | 1   | 1   | 1  | 2   | 4   | 2 | 1 | 1  | 3   | 4 | 1  | 3  | 178  |
| 2    | Randy Mamola    | Yamaha    | 1   | 6 | 2  | Rit | 2   | 2  | 3   | 1   | 3 | 3 | 4  | 1   | 2 | 3  | 2  | 158  |
| 3    | Eddie Lawson    | Yamaha    | Rit | 2 | 1  | 2   | Rit | 3  | 1   | Rit | 1 | 2 | 2  | 2   | 1 | 2  | 1  | 157  |
| 4    | Ron Haslam      | Elf Honda | 5   | 3 | 3  | 5   | 4   | 4  | 5   | 5   | 7 | 6 | 14 | Rit | 9 | 11 | 10 | 72   |
| 5    | Niall Mackenzie | Honda     | Rit | 4 | 7  | 10  | 3   | NP | Rit | 7   | 5 | 5 | 5  | 7   | 6 | 8  | 7  | 61   |
| Pos. | Pilota          | Moto      |     |   |    |     |     |    |     |     |   |   |    |     |   |    |    | P.ti |

| Legenda                                                                        | 1º posto        | 2º posto        | 3º posto | A punti      | Senza punti        | Grassetto=Pole position Corsivo=Giro più veloce |
| Legenda                                                                        | Gara non valida | Non qualificato | Ritirato | Squalificato | "-" Dato non disp. | Grassetto=Pole position Corsivo=Giro più veloce |
| Fonte dei dati: motogp.com, racingmemo.free.fr, autosport.com, jumpingjack.nl. |                 |                 |          |              |                    |                                                 |

### Classe 250
| 1 | Honda    | 208 |
| 2 | Yamaha   | 125 |
| 3 | Aprilia  | 68  |
| 4 | Garelli  | 6   |
| 5 | Defi     | 6   |
| 6 | EMC      | 4   |
| 7 | Sekitoba | 2   |

Anton Mang alla guida della Honda NSR 250 con cui ha vinto il titolo mondiale.

Dopo la vittoria di Carlos Lavado e della Yamaha dell'anno precedente, nel 1987 la quarto di litro fu dominata dalla Honda che piazzò cinque suoi piloti nelle prime cinque posizioni e ottenne 12 vittorie su 15 gare; le uniche altre vittorie furono due per Yamaha (con Lavado e con Martin Wimmer) e una per la Aprilia di Loris Reggiani. La classifica piloti vide ai primi due posti due piloti tedeschi, Anton Mang e Reinhold Roth, seguiti dallo spagnolo Sito Pons.
Ancora più netta l'affermazione della Honda nella classifica costruttori, che con 208 punti totali sopravanza di 83 punti la Yamaha.
Classifica piloti (prime 5 posizioni)
| Pos. | Pilota           | Moto  |     |     |     |   |   |     |     |     |   |     |    |     |     |   |     | P.ti |
| ---- | ---------------- | ----- | --- | --- | --- | - | - | --- | --- | --- | - | --- | -- | --- | --- | - | --- | ---- |
| 1    | Anton Mang       | Honda | 8   | Rit | 1   | 1 | 1 | 7   | 1   | Rit | 1 | 1   | 1  | 6   | 1   | 7 | Rit | 136  |
| 2    | Reinhold Roth    | Honda | 3   | 8   | 3   | 2 | 3 | 3   | 2   | 1   | 5 | 11  | 10 | 9   | 7   | 4 | 6   | 108  |
| 3    | Sito Pons        | Honda | 2   | 9   | 7   | 5 | 4 | 8   | 3   | 4   | 7 | Rit | 4  | 3   | 5   | 2 | 1   | 108  |
| 4    | Dominique Sarron | Honda | Rit | 4   | Rit | 3 | 7 | 6   | Rit | 2   | 9 | 5   | 2  | 4   | 8   | 1 | 2   | 97   |
| 5    | Carlos Cardús    | Honda | Rit | NQ  | 4   | 7 | 5 | Rit | 4   | 3   | 8 | 6   | 3  | Rit | Rit | 3 | 5   | 70   |
| Pos. | Pilota           | Moto  |     |     |     |   |   |     |     |     |   |     |    |     |     |   |     | P.ti |

| Legenda                                                                        | 1º posto        | 2º posto        | 3º posto | A punti      | Senza punti        | Grassetto=Pole position Corsivo=Giro più veloce |
| Legenda                                                                        | Gara non valida | Non qualificato | Ritirato | Squalificato | "-" Dato non disp. | Grassetto=Pole position Corsivo=Giro più veloce |
| Fonte dei dati: motogp.com, racingmemo.free.fr, autosport.com, jumpingjack.nl. |                 |                 |          |              |                    |                                                 |

### Classe 125
| 1  | Garelli | 150 |
| 2  | MBA     | 97  |
| 3  | AGV     | 87  |
| 4  | Honda   | 45  |
| 5  | Ducados | 40  |
| 6  | Tunturi | 21  |
| 7  | Assmex  | 4   |
| 8  | Starol  | 2   |
| 9  | Seel    | 1   |
| 10 | Zanella | 1   |

Il vincitore del titolo mondiale Fausto Gresini con la Garelli 125 GP.

Essendo passato il vincitore del titolo 1986, Luca Cadalora, alla classe di cilindrata superiore, il titolo venne facilmente ottenuto da Fausto Gresini sulla Garelli 125 GP, già secondo l'anno precedente.
Il suo dominio fu indiscutibile essendosi imposto in 10 delle 11 prove, mancando l'en plein solo a causa del ritiro nel Gran Premio motociclistico del Portogallo, ultima gara della stagione per questa classe.
Come già l'anno precedente, tutte le prime posizioni in classifica furono di piloti di nazionalità italiana: alle spalle del vincitore si piazzarono infatti il compagno di squadra Bruno Casanova, seguito a sua volta da Paolo Casoli su una Moto AGV (moto spinta da propulsore MBA con telaio della LCR, sviluppata grazie ai finanziamenti della AGV).
Visti i risultati di Gresini, la Garelli è riuscita ad aggiudicarsi il titolo mondiale riservato ai costruttori.
In vista dei nuovi regolamenti tecnici che dovevano entrare in vigore dal motomondiale 1988, durante la stagione Honda presentò per prima un nuovo modello con motore monocilindrico.

Classifica piloti (prime 5 posizioni)
| Pos. | Pilota             | Moto     |    |   |    |   |   |    |     |   |     |     |     |     |     |    |    | P.ti |
| ---- | ------------------ | -------- | -- | - | -- | - | - | -- | --- | - | --- | --- | --- | --- | --- | -- | -- | ---- |
| 1    | Fausto Gresini     | Garelli  | NE | 1 | 1  | 1 | 1 | NE | 1   | 1 | 1   | 1   | 1   | 1   | Rit | NE | NE | 150  |
| 2    | Bruno Casanova     | Garelli  | NE | 4 | 3  | 2 | 2 | NE | 2   | 3 | Rit | 2   | 2   | NP  |     | NE | NE | 88   |
| 3    | Paolo Casoli       | Moto AGV | NE | 3 | NP |   | 3 | NE | 3   | 5 |     | Rit |     | 3   | 1   | NE | NE | 61   |
| 4    | Domenico Brigaglia | Moto AGV | NE | 2 | 5  | 4 | 5 | NE | Rit | 7 | Rit | 3   | Rit | Rit | 2   | NE | NE | 58   |
| 5    | August Auinger     | MBA      | NE | 7 | 2  | 3 | 4 | NE | 4   |   |     |     | Rit | 2   | Rit | NE | NE | 54   |
| Pos. | Pilota             | Moto     |    |   |    |   |   |    |     |   |     |     |     |     |     |    |    | P.ti |

| Legenda                                                                        | 1º posto        | 2º posto        | 3º posto | A punti      | Senza punti        | Grassetto=Pole position Corsivo=Giro più veloce |
| Legenda                                                                        | Gara non valida | Non qualificato | Ritirato | Squalificato | "-" Dato non disp. | Grassetto=Pole position Corsivo=Giro più veloce |
| Fonte dei dati: motogp.com, racingmemo.free.fr, autosport.com, jumpingjack.nl. |                 |                 |          |              |                    |                                                 |

### Classe 80
La classifica della classe di minor cilindrata del mondiale fu, almeno per le prime due posizioni, la stessa dell'anno precedente con i due piloti spagnoli Jorge Martínez e Manuel Herreros a capeggiarla, entrambi in sella ad una motocicletta anch'essa spagnola, la Derbi.
Alle loro spalle si piazzarono tre Krauser con quella condotta da Gerhard Waibel in terza posizione. Sull'arco delle 10 prove (la classe 80 fu anche quest'anno quella che ne disputò il numero minore) le vittorie furono anch'esse divise solo tra Derbi e Krauser con la prima che ne ottenne 8 e la seconda le due restanti.
Classifica piloti (prime 5 posizioni)
| Pos. | Pilota            | Moto    |    |     |   |     |     |   |     |    |     |    |    |     |     |    |    | P.ti |
| ---- | ----------------- | ------- | -- | --- | - | --- | --- | - | --- | -- | --- | -- | -- | --- | --- | -- | -- | ---- |
| 1    | Jorge Martínez    | Derbi   | NE | 1   | 2 | 1   | 1   | 1 | 1   | NE | 1   | NE | 2  | Rit | 1   | NE | NE | 129  |
| 2    | Manuel Herreros   | Derbi   | NE | 6   | 5 | 2   | 3   | 5 | 2   | NE | NP  | NE | 4  | 1   | 2   | NE | NE | 86   |
| 3    | Gerhard Waibel    | Krauser | NE | 4   | 1 | 10  | 2   | 4 | Rit | NE | 3   | NE | 3  | 4   | 3   | NE | NE | 82   |
| 4    | Stefan Dörflinger | Krauser | NE | Rit | 3 | 3   | Rit | 2 | 3   | NE | Rit | NE | 1  | 2   | 5   | NE | NE | 75   |
| 5    | Ian McConnachie   | Krauser | NE | 7   | 4 | Rit | 5   | 3 | 8   | NE | 2   | NE | 11 | 3   | Rit | NE | NE | 53   |
| Pos. | Pilota            | Moto    |    |     |   |     |     |   |     |    |     |    |    |     |     |    |    | P.ti |

| Legenda                                                                        | 1º posto        | 2º posto        | 3º posto | A punti      | Senza punti        | Grassetto=Pole position Corsivo=Giro più veloce |
| Legenda                                                                        | Gara non valida | Non qualificato | Ritirato | Squalificato | "-" Dato non disp. | Grassetto=Pole position Corsivo=Giro più veloce |
| Fonte dei dati: motogp.com, racingmemo.free.fr, autosport.com, jumpingjack.nl. |                 |                 |          |              |                    |                                                 |

### Classe sidecar
Classifica equipaggi (prime 5 posizioni)
| Pos. | Pilota                                                         | Moto        |    |   |    |    |   |    |   |   |   |   |   |    |    |    |    | P.ti |
| ---- | -------------------------------------------------------------- | ----------- | -- | - | -- | -- | - | -- | - | - | - | - | - | -- | -- | -- | -- | ---- |
| 1    | Steve Webster/Tony Hewitt                                      | LCR-Krauser | NE | 1 | 1  | NE | 4 | NE | 2 | 3 | 1 | 2 | 3 | NE | NE | NE | NE | 97   |
| 2    | Egbert Streuer/Bernard Schnieders                              | LCR-Yamaha  | NE | - | 2  | NE | 2 | NE | 1 | 2 | 2 | - | 2 | NE | NE | NE | NE | 75   |
| 3    | Rolf Biland/Kurt Waltisperg                                    | LCR-Krauser | NE | - | NQ | NE | 1 | NE | 4 | 1 | - | 1 | 1 | NE | NE | NE | NE | 68   |
| -    | Alain Michel/Jean-Marc Fresc                                   | LCR-Krauser | NE | 2 | 3  | NE | 3 | NE | 3 | 4 | - | 3 | 4 | NE | NE | NE | NE | 68   |
| 5    | Alfred Zurbrügg / Martin Zurbrügg-Andreas Räcke-Simon Birchall | LCR-Yamaha  | NE | 3 | -  | NE | 7 | NE | 6 | 9 | 4 | 5 | 7 | NE | NE | NE | NE | 39   |
| Pos. | Pilota                                                         | Moto        |    |   |    |    |   |    |   |   |   |   |   |    |    |    |    | P.ti |

| Legenda                                                                        | 1º posto        | 2º posto        | 3º posto | A punti      | Senza punti        | Grassetto=Pole position Corsivo=Giro più veloce |
| Legenda                                                                        | Gara non valida | Non qualificato | Ritirato | Squalificato | "-" Dato non disp. | Grassetto=Pole position Corsivo=Giro più veloce |
| Fonte dei dati: motogp.com, racingmemo.free.fr, autosport.com, jumpingjack.nl. |                 |                 |          |              |                    |                                                 |